# Neus Miró i González
Neus Miró i González (Barcelona, 1967) és una crítica d'art i comissària independent catalana.
Llicenciada en Història de l'Art per la Universitat de Barcelona el 1991, cursà un postgrau en museologia a la Universitat de Brno (1991) i un màster al Royal College of Art de la Gran Bretanya (1994-96). També ha cursat estudis de doctorat al Central Saint Martins de Londres. Des del gener del 2017 forma part de la comissió assessora del Museu d'Art Contemporani de Castella i Lleó (MUSAC). Entre el 2014 i el 2019 va treballar com a curadora a la Wolverhampton Art Gallery del Regne Unit.
El seu àmbit d'investigació s'ha centrat en l'exploració de les pràctiques artístiques relacionades amb el vídeo i el cinema, i en les històries de l'exposició. Entre els seus darrers projectes de curadoria d'art, cal destacar la participació en l'equip curador d'«Apología/Antología. Recorridos por el vídeo en el contexto espanyol» (2016), «Insomnia» (2013), «Sharon Lockhart: Doble Tide» (2012), «Ficciones Urbanas» (2011), «Objetos desclasificados» (2010) i «Los tiempos de un lugar» (2009). Ha escrit a catàlegs i revistes com Afterall, Exit Express o Flash Art, i ha estat editora de la secció d'art de la revista Benzina entre el 2006 i el 2011. També ha estat col·laboradora de les revistes culturals Transversal i L'Avenç. Entre d'altres, ha editat el llibre L'exposició com a dispositiu (2008) i ha estat professora convidada en diversos cursos de comissariat a la Universitat Internacional de Catalunya, l'Escola Elisava de la Universitat Pompeu Fabra, a l'Escola Eina de la Universitat Autònoma de Barcelona, a la Universitat de Saragossa, a l'Escola Superior de Disseny (ESDi) de Sabadell i al Media Center d'Art i Disseny (MECAD). Ha participat en diversos simposis, conferències i jornades, i ha estat membre de les comissions d’experts del Consell Nacional de la Cultura i de les Arts (CoNCA) (2010, 2011).
Miró ha comissariat diverses exposicions, entre les quals “A través de paredes” al Centro Atlántico de Arte Moderno (CAAM) de Las Palmas de Gran Canaria (2007), “Imágenes proyectadas. Perejaume” al Centro de Arte Caja de Burgos (2009), “Los tiempos de un lugar” al CDAN d'Osca (2009), “Objectes desclassificats” al CaixaForum Barcelona (2010), i “Ficciones Urbanas” al Koldo Mitxelena de Sant Sebastià (2011), “Imatges a contratemps” al Museu de Granollers (2011), “Sharon Lockhart Double Tide” a l'Espai d’Art Contemporani de Castelló (2012), “Insomnia” a la Fundació Joan Miró (2013) i “Panorama” al Centre d'Arts Santa Mònica (2014). Ha estat membre del comitè curatorial per al projecte “A/A. Apología, Antología” a Tabakalera - Universitat del País Basc (2016) i és autora dels textos dels catàlegs de la majoria d'exposicions comissariades. També ha tingut responsabilitats a la Galeria Estrany-De la Mota de Barcelona (1996-98), a l'Espai d'Art Contemporani de Castelló (1999-2000), i al CaixaForum Barcelona per a l'exposició de Giuseppe Penone (2004), de la Wolverhampton Art Gallery (2014-19) i de Matadero Madrid. Centro de Creación Contemporánea (2019-2020).